# Улица Ал-Мутанаби
Улица Ал - Мутанаби ( арапски : شارع المتنبي ) се налази у Багдаду, Ирак, у близини старе четврти Багдада; у улици Ал Рашид .  Мутанабијева улица је историјски центар Багдада познат по продаји књига, улица је пуна књижара и тезги са књигама на отвореном. Име је добила по ирачком песнику Ал ‑ Мутанабију који је живео у 10. веку. Ова улица позната по продаји књига често је називана срцем и душом багдадске писмености и интелектуалне заједнице.
Дана 5. марта 2007. године ауто-бомба је експлодирала и убила преко 30 људи у Мутанабијевој улици, остављајући област затрпаном и несигурном за купце, и уништивши многа предузећа.   Као одговор на бомбашки напад, Дим Шебаби и Беа Беасолил су 2012. године уредили антологију под називом Ал-Мутанаби Улица почиње овде о одговорима људи на бомбардовање. Међу 100 сарадника су, између осталих , Јасин Алсалман и новинар Ентони Шадид, добитник Пулицерове награде. 
Дана 18. децембра 2008. ирачки премијер Нури ал Малики званично је поново отворио улицу након дугог периода чишћења и поправке. 